# Rêverie (Scriabine)
La Rêverie, op. 24, est une œuvre orchestrale composée par Alexandre Scriabine en 1898. Une représentation dure entre 3 et 5 minutes. Scriabine, pianiste, n'avait jamais composé pour orchestre, à l'exception de quelques œuvres inédites. Il compose cependant l’œuvre dans le secret, sans aucun conseil.

## Composition
En novembre 1898, alors qu'il se rend à Saint-Pétersbourg, Scriabine apporte un cadeau à son mécène et éditeur Mitrofan Belaïev : la partition d'une œuvre orchestrale intitulée Prélude, une courte miniature en mi mineur de forme ternaire. 

Après avoir joué l'œuvre au piano, son ami Nikolaï Rimski-Korsakov est venu l'a jugé « charmante, fournie en harmonies piquantes et pas mal orchestré ». Scriabine et Belaïev renomment ensuite l'œuvre orchestrale Rêverie, considérant que Prélude n'est pas un titre convenable. Les éditions de Belaïev étant publiées en français (ou allemand) et en russe, ils hésitèrent sur le titre russe : mechty (rêves éveillés) ou gryozy (réflexions). Ils se mirent d'accord sur le premier. Après les répétitions, Scriabine écrit :
« Imaginez ma joie, la pièce sonne très bien. Lors de la répétition du 1er décembre, Korsakov était si gentil. Il a fait parcourir chaque section séparément et y a passé une heure entière [...] »
La pièce est créée le 5 décembre 1898 à Saint-Pétersbourg après Tamara de Balakirev. Elle est très bien reçu et Rimski-Korsakov la joua une seconde fois. À la suite de cela, Scriabine joua au piano une sélection de ses études, préludes et impromptus. 